# 三村玲土
Reni Mimura 三村玲土（みむら れに、英 Reni Mimura）は、アメリカで活動する日本人歌手。

現在はニューヨークを拠点に日本のメイド文化を取り入れながら歌・ダンスなどの芸能活動を行う。www.renireni.com

## 略歴
7歳からクラシックバレエを始め、日本舞踊、ヒップホップ、ジャズダンスなど様々なダンス技術を習得。芝居の勉強の為、大手劇団にて勉強。自ら座長となり演劇活動、舞台の脚本･演出・出演を手がける。

2008年以前の日本での芸能活動は、インディーズレーベルからのCD発表、都内ライブハウスでの歌手活動、舞台、映画の出演など多岐にわたる。

2008年渡米後は、ニューヨークを拠点に日本のメイド文化を取り入れたパフォーマンスで芸能活動を行う。

アメリカで現在2枚のCDを発表。定期的にアメリカでのアニメフェスティバルの出演などを行い、iPhone 5cへのCM出演(iPhone 5c CM 「Greetings」)なども果たす。
- 2005年
  - 音楽オーディションで約1000人の中から選ばれる。
- 2006年
  - デビュー。プロデュースは、山移高寛。ルイード、クラブチッタ等のライブハウス中心に活動。
- 2008年
  - 大きな活躍を求めて渡米。Aspire Communications, Inc.に所属
- 2009年
  - NY Anime Festival にて Masquerade Contest のゲストとして出演
  - 同時にCD "Sakura" をリリース (収録曲: My Shy Master, Otome, Shining Star, DNA)
- 2012年
  - CD "Hybrid Girl" をリリース
- 2013年
  - iPhone 5c CM「Greetings」に出演
- 2014年現在も、アメリカにてイベントなどで活動中

## 音楽
- びっち（2006年8月9日）
- Sakura（2009年9月25日）
- Hybrid Girl（2012年9月16日）

## 舞台
- 「てっちん～国鉄からJRに変わる時～」（新宿シアターモリエール）

## 映画
- 「クワイエットルームにようこそ」

## CM
- iPhone 5c 「Greetings」

## ディスコグラフィ
| アルバム名  | 発売日        |   | 曲名                         |
| ----------- | ------------- | - | ---------------------------- |
| びっち      | 2006年8月9日  | 1 | びっち                       |
| びっち      | 2006年8月9日  | 2 | ねこ                         |
| びっち      | 2006年8月9日  | 3 | 裸体                         |
| Sakura - EP | 2009年9月23日 | 1 | My Shy Master                |
| Sakura - EP | 2009年9月23日 | 2 | Otome                        |
| Sakura - EP | 2009年9月23日 | 3 | Shing Star                   |
| Sakura - EP | 2009年9月23日 | 4 | DNA                          |
| Hybrid Girl | 2012年9月16日 | 1 | Suspect A                    |
| Hybrid Girl | 2012年9月16日 | 2 | Hello Sunshine               |
| Hybrid Girl | 2012年9月16日 | 3 | Rock Paper Scissors          |
| Hybrid Girl | 2012年9月16日 | 4 | Secret                       |
| Hybrid Girl | 2012年9月16日 | 5 | Secret                       |
| Hybrid Girl | 2012年9月16日 | 6 | Kitty (Initial P Remix)      |
| Hybrid Girl | 2012年9月16日 | 7 | Judgmental Dramatic Monday   |
| Hybrid Girl | 2012年9月16日 | 8 | Love Love Lovely NY ReniReni |